# Дрюмон, Эдуард Адольф
Эдуард Адольф Дрюмон (фр. Édouard Drumont; 3 мая 1844, Париж — 3 февраля 1917, там же) — французский политический деятель и публицист, известный своей антисемитской деятельностью.

## Биография
Эдуард Адольф Дрюмон — автор широко известной в своё время антисемитской книги «Еврейская Франция» (фр. La France juive; 1886 год).
Основал и редактировал газету La Libre Parole («Ля Либр Пароль»), которая являлась главным орудием панамских разоблачений.
В 1898—1902 годах Дрюмон представлял Алжир в Палате депутатов Франции, где возглавлял  «антисемитскую группу».
Похоронен на кладбище Сен-Уан, позже перезахоронен на Пер-Лашез.

## Основные произведения
- Mon Vieux Paris, 1878.

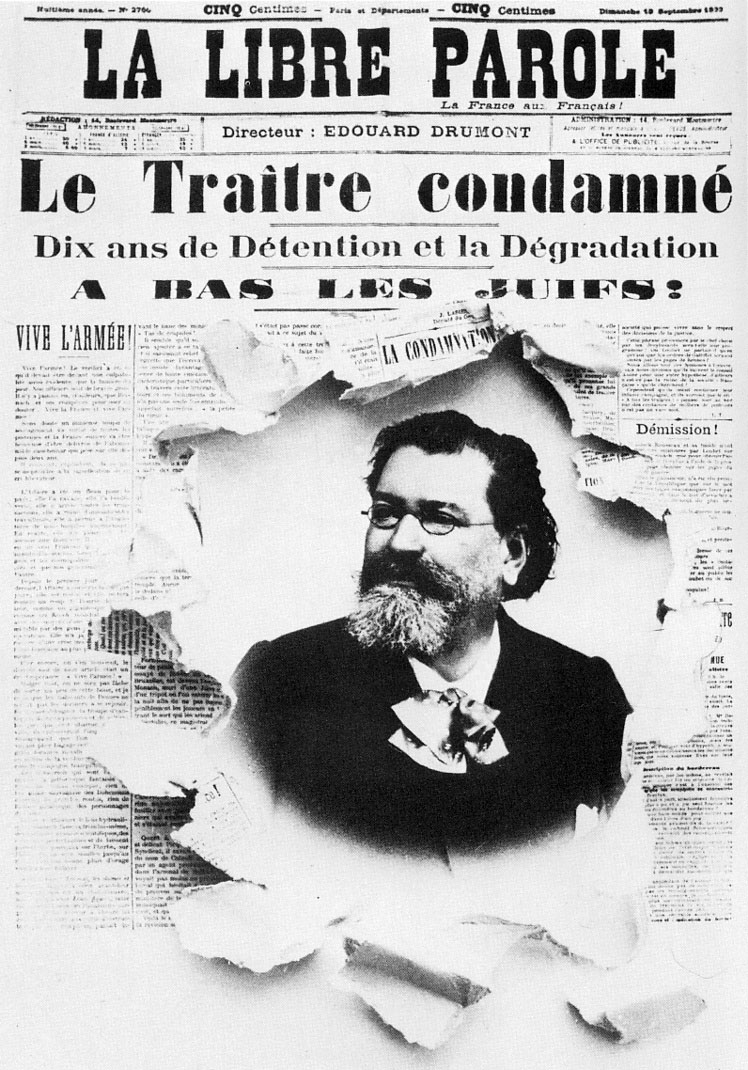
Дрюмон, Эдуард Адольф

- Les Fêtes nationales à Paris, 1878
- Le Dernier des Trémolin, 1879
- La France juive, 1886, réédition 1986 aux Éditions du Trident.
- La France Juive devant l’opinion, 1886
- La Fin d’un monde, 1889
- La Dernière Bataille, 1890
- Le Testament d’un antisémite, 1891
- Le Secret de Fourmies, 1892
- De l’or, de la boue, du sang, 1896
- Les Trétaux du succès, figures de bronze ou statues de neige, 1900
- Vieux portraits, vieux cadres, 1903

° Sur le chemin de la Vie (Souvenirs) 1914